# 陳榮森
陳榮森（英語：Chan Wing Sum，1952—），籍貫廣東普寧，藝術家。少時在香港曾受教於嶺南畫派趙少昂、司徒奇等大师，研習水墨用法以及嶺南畫意。現任香港中國水墨畫學會會長及香港廣州書畫會副會長。
2019年，他參加第36回日本・中国水墨画合同展，憑《荷花小鳥》獲日本中國水墨畫協會頒發全場第三名外務大臣賞。得獎作品在2019年3月9日至15日在日本東京都美術館展出，現由香港文化博物館收藏。
2021年3月，香港文化博物館聯繫及邀請陳榮森先生商議，希望他能捐贈其作品作該館的收藏。經多番的挑選及商議通過後，陳榮森先生在2021年12月慷慨捐出其作品一批給予該館永久收藏。2024年5月，香港文化博物館舉辦了《墨境淋漓—陳榮森捐贈作品展》。在15組（合共30幅）的捐贈作品中，題材包括書法及繪畫:
- 水墨及彩繪的山水與花鳥畫作
- 大型的行書聯屏
- 小楷書法作品

## 過去展覽
陳榮森少時曾因創業從商而暫停繪事，退休後，他再次執起畫筆，進行個人風格的書畫創作。 他在香港、多倫多等城市舉辦並參加多次個展及聯展。

有關他個人作品展覽：
| 年份 | 城市          | 展出地點                         | 展覽名稱                                                  | 備註 |
| ---- | ------------- | -------------------------------- | --------------------------------------------------------- | --- |
| 2006 | 加拿大 多倫多 | 大多倫多中華文化中心             | 陳榮森第一次個人書畫作品展                                | |
| 2008 | 加拿大 多倫多 | 台北經濟文化辦事處文化中心       | 陳榮森書畫展                                              | |
| 2012 | 中國 香港     | 香港視覺藝術中心                 | 甲子歲月弄墨塗彩作品展                                    | |
| 2013 | 中國 廣東     | 開平美術館之譚逢敬美術院         | 水、墨、色彩、空間 — 傳統與時代之交融                     | 主辦：開平市美術館                                                                                       |
| 2016 | 中國 香港     | 香港大會堂                       | 陳榮森作品展                                              | 主辦：香港各界文化促進會                                                                                 |
| 2018 | 中國 廣州     | 中國廣州市黃埔區青少年宮之蘿崗宮 | “名師傳藝携手同行“ 傳統與時代交融 — 陳榮森的藝術世界      | 主辦：黃埔區教育局、黃埔區人大 承辦：黃埔區青少年宮 協辦：高劍父紀念館、香港廣州書畫會、天河區海外聯誼會 |
| 2018 | 中國 廣州     | 高劍父紀念館                     | 水、墨、色彩、空間 — 傳統與時代交融 2018廣州作品展第二回  | 主辦：高劍父紀念館                                                                                       |
| 2019 | 日本 東京     | 日本東京都美術館                 | 第36回日本・中国水墨画合同展 — 展出得獎作品：《荷花小鳥》 | 主辦：日本中國水墨畫協會                                                                                 |
| 2023 | 中國 香港     | 香港視覺藝術中心                 | 陳榮森作品展                                              | |
| 2024 | 中國 香港     | 香港文化博物館                   | 墨境淋漓 — 陳榮森捐贈作品展                               | 主辦：康樂及文化事務署 籌劃：香港文化博物館                                                              |
| 2024 | 中國 香港     | 香港中央圖書館                   | 陳榮森作品展                                              | 主辦：油尖區文化藝術協會有限公司                                                                         |

## 外部連結
- 陳榮森 2019 個人網頁 （页面存档备份，存于）
- 陳榮森的書畫藝術 個人網頁 （页面存档备份，存于）
- 陳榮森 2021年香港文化博物館收藏特集 （页面存档备份，存于）
- 香港文化博物館2022年通訊 （页面存档备份，存于）